# Lipovany
Lipovany ist eine Gemeinde im Süden der Slowakei mit 234 Einwohnern (Stand 31. Dezember 2024). Sie gehört zum Okres Lučenec, einem Kreis des Banskobystrický kraj, und ist zugleich Teil der traditionellen Landschaft Novohrad.

## Geographie
Die Gemeinde befindet sich im Westteil des Berglands Cerová vrchovina am Oberlauf des Mučínsky potok im Einzugsgebiet des Ipeľ, direkt an der Staatsgrenze zu Ungarn. Das Ortszentrum liegt auf einer Höhe von 215 m n.m. und ist 13 Kilometer von Lučenec entfernt.
Unweit des Ortes liegt das Naturdenkmal Lipovianske pieskovce (Sandstein von Lipovany), das wie das Gemeindegebiet zum grenzüberschreitenden Geopark Novohrad-Nógrád gehört.
Nachbargemeinden sind Mučín im Norden, Pleš im Osten, Karancsberény im Südosten, Karancskeszi im Süden, Mihálygerge im Südwesten sowie Egyházasgerge und Ipolytarnóc im Westen.

## Geschichte

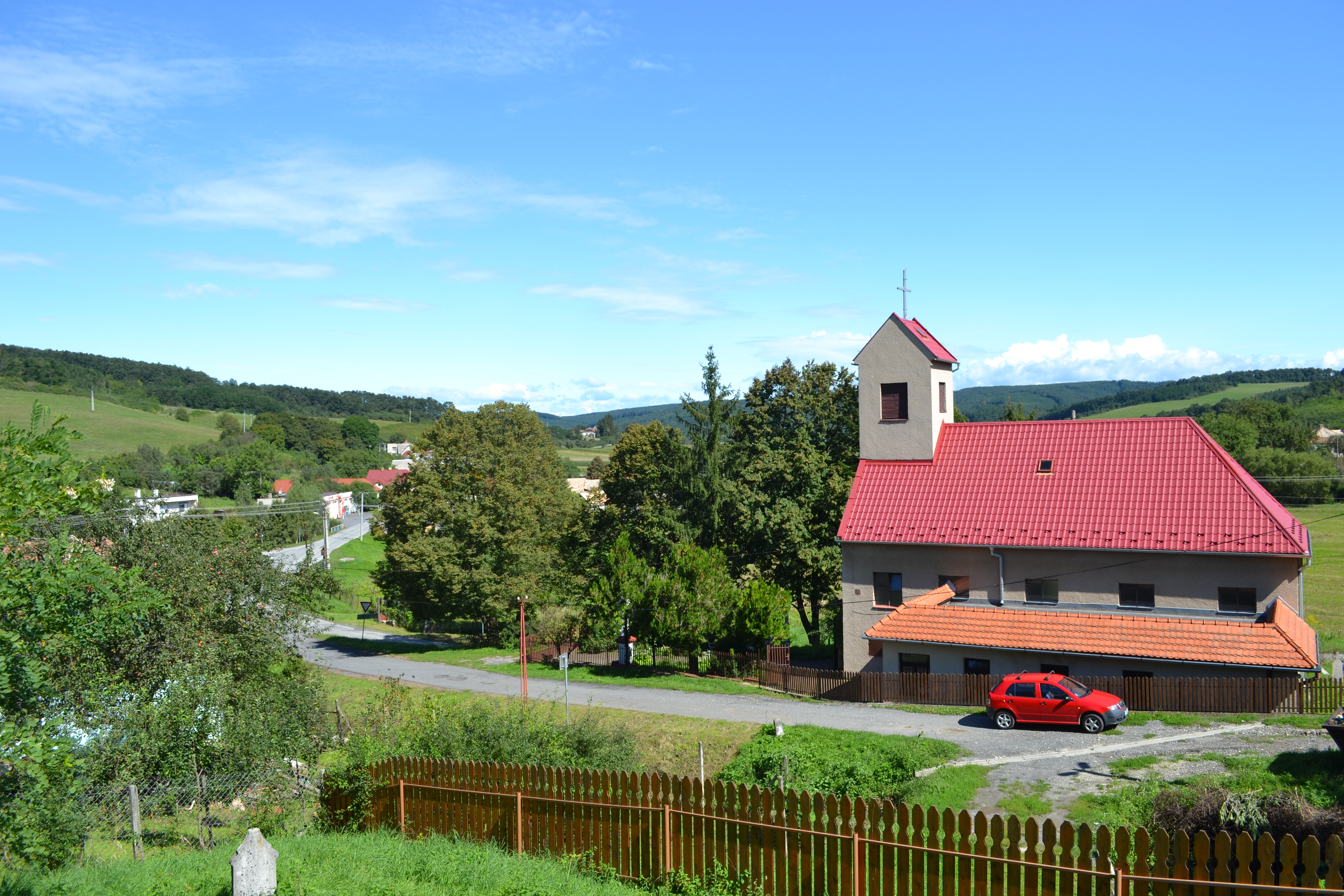
Kirche Sieben Schmerzen Mariens im Ort

Lipovany wurde zum ersten Mal 1238 als Ruhman schriftlich erwähnt, zwei selbständige Orte tauchen im Jahr 1368 auf. Die Gutsbesitzer waren die Familie Ilsvai und andere. Zwischen 1554 und 1593 stand das Gebiet unter türkischer Besetzung und die Orte wurden zerstört. Am Anfang des 18. Jahrhunderts wurden sie wieder aufgebaut, diesmal als Siedlungen der Gemeinde Pleš. 1828 zählte man 15 Häuser und 112 Einwohner in den damals als Kis Romhány und Nagy Romhány bezeichneten Orten. Es gab hier Großgüter der Familien Szakall und Török
Bis 1918/1919 gehörte der im Komitat Neograd liegende Ort zum Königreich Ungarn und kam danach zur Tschechoslowakei beziehungsweise heute Slowakei und erhielt den slowakisierten Namen Romháň.  Es kam zu einem Zuzug slowakischer Siedlung aus der Gegend von Detva und Hriňová, nachdem die Gutsbesitzer und ein Großteil der Dienstkräfte nach Ungarn auswanderten. Auf Grund des Ersten Wiener Schiedsspruchs lagen sie von 1938 bis 1944 noch einmal in Ungarn. 1952 wurde der Ort zur eigenständigen Gemeinde Lipovany erhoben.

## Bevölkerung
| Jahr                | 1994 | 2004     | 2014    | 2024  |
| ------------------- | ---- | -------- | ------- | ----- |
| Anzahl der Personen | 329  | 286      | 260     | 234   |
| Unterschied         |      | −13,06 % | −9,09 % | −10 % |

| Jahr                | 2023 | 2024    |
| ------------------- | ---- | ------- |
| Anzahl der Personen | 230  | 234     |
| Unterschied         |      | +1,73 % |

Gemäß der Volkszählung 2011 wohnten in Lipovany 264 Einwohner, davon 254 Slowaken, fünf Tschechen und ein Magyare. Vier Einwohner machten keine Angabe zur Ethnie.
224 Einwohner bekannten sich zur römisch-katholischen Kirche, 14 Einwohner zur Evangelischen Kirche A. B. und zwei Einwohner zur griechisch-katholischen Kirche. 12 Einwohner waren konfessionslos und bei 12 Einwohnern wurde die Konfession nicht ermittelt.